# Patricia Belcher
Patricia Belcher (* 1954 in Helena, Montana) ist eine US-amerikanische Schauspielerin. Bekannt wurde sie durch den Horrorfilm Jeepers Creepers – Es ist angerichtet als Jezelle Hartman. In der Fernsehserie Bones spielte sie die Rolle der Staatsanwältin Caroline Julian.

## Filmografie (Auswahl)
- 1995: Species
- 1996: Der Rasenmäher-Mann 2 – Beyond Cyberspace (Lawnmower Man 2: Beyond Cyberspace)
- 2000: Alle lieben Raymond (Everybody Loves Raymond, Fernsehserie, 2 Folgen)
- 2001: Jeepers Creepers – Es ist angerichtet (Jeepers Creepers)
- 2004: Still Standing (Fernsehserie, 3 Folgen)
- 2004: Without a Trace – Spurlos verschwunden (Without a Trace, Fernsehserie, 1 Folge)
- 2005–2017: Bones – Die Knochenjägerin (Bones, Fernsehserie)
- 2006: How I Met Your Mother (Fernsehserie, 1 Folge)
- 2007: Boston Legal (Fernsehserie, 3 Folgen)
- 2007: Number 23
- 2008: Cold Case – Kein Opfer ist je vergessen (Cold Case, Fernsehserie, 1 Folge)
- 2008: Nur über ihre Leiche (Over her Dead Body)
- 2009: Immer wieder Jim (According to Jim, Fernsehserie, 1 Folge)
- 2009: (500) Days of Summer
- 2010–2014: Meine Schwester Charlie (Good Luck Charlie, Fernsehserie)
- 2011: In Plain Sight – In der Schusslinie (In Plain Sight, Fernsehserie, 2 Folgen)
- 2011: Shuffle
- 2015: Ich war’s nicht (Fernsehserie, Folge 2x17)     Die Tierarzthelferin
- 2017: Santa Clarita Diet (1 Folge 1.1)
- 2019: Young Sheldon (Folge 3x3)
- 2020: 9-1-1 (Fernsehserie, Folge 3x12)
- 2021: Lucifer (Fernsehserie)
- 2021: One Week
- 2021: The Rookie (Fernsehserie, Folge 04x05)
- 2021: The Neighborhood (Fernsehserie, 1 Folge)
- 2022: Call Me Kat (Fernsehserie, 1 Folge)
- seit 2022: Die Schurken von nebenan (The Villains of Valley View, Fernsehserie)
- 2024: Beverly Hills Cop: Axel F